# جيم بيتي (منافس ألعاب قوى)
جيم بيتي (بالإنجليزية: Jim Beatty)‏ هو منافس ألعاب قوى أمريكي، ولد في 28 أكتوبر 1934 في نيويورك في الولايات المتحدة.

## وصلات خارجية
- جيم بيتي على موقع الاتحاد الأمريكي لسباقات المضمار والميدان، قاعة المشاهير (الإنجليزية)
- جيم بيتي على موقع اللجنة الأولمبية الدولية (الإنجليزية)
- جيم بيتي على موقع أوليمبيديا (الإنجليزية)
- جيم بيتي على موقع قاعة كارولاينا الشمالية للمشاهير الرياضية (الإنجليزية)